# 貝爾敦 (加利福尼亞州)
貝爾敦（英語：Belltown）是位於美國加利福尼亞州河濱縣的一個非建制地區。該地的面積和人口皆未知。

## 地理
貝爾敦的座標為34°00′42″N 117°23′00″W / 34.01167°N 117.38333°W，而該地的平均海拔高度為256米（即840英尺）。